# Ліндсі Фонсека
Ліндсі Мері Фонсека (англ. Lyndsy Marie Fonseca; нар. 7 січня 1987; Окленд, Каліфорнія)  — американська кіноактриса.

## Біографія
Ліндсі Мері Фонсека народилась 7 січня 1987 року в Окленді, штат Каліфорнія. За походженням, наполовину португалка.. Спершу жила в Аламеді, пізніше в Моразі, округ Контра-Коста. У віці тринадцяти років взяла участь в конкурсі International Modeling & Talent Association (IMTA), де зайняла друге місце, як «Молода Танцюристка Року». Там її запримітив агент і вона переїхала до Лос-Анджелеса. Там вона знімається в ролі Коллін Карлтон («Colleen Carlton»), в серіалі «Молоді та зухвалі» (The Young and the Restless), де вона грала протягом трьох років.
З 2004 року вона бере участь в багатьох телевізійних проектах, зокрема, грає роль доньки Теда в серіалі «Як я зустрів вашу маму», та Донни в серіалі «Велике кохання». У 2005 році грає одну з головних ролей в серіалі «Звичайні чудеса» (Ordinary Miracles). З 2007 року знімається в серіалі «Відчайдушні домогосподарки», де грає роль доньки Кетрін Мейфер. За цю роль вона була номінована на Премію Гільдії кіноакторів США.
У 2010 році знялась у ролі дівчини головного героя в фільмі «Пипець», та у ролі Дженні в фільмі «Машина часу в джакузі». З 2010 року Ліндсі знімається в серіалі «Нікіта» (Nikita), де грає роль Алекс. Ліндсі визнавалась 62 у 2010 та 89 у 2011 році, в списку 100 найбажаніших жінок, за версією журналу «Maxim».

## Фільмографія
| Рік       |    | Українська назва                     | Оригінальна назва                | Роль                       |
| --------- | -- | ------------------------------------ | -------------------------------- | -------------------------- |
| 2001—2005 | с  | Молоді та зухвалі                    | The Young and the Restless       | Коллін Карлтон             |
| 2003      | с  | Бостонська школа                     | Boston Public                    | Джен Карделл               |
| 2004      | с  | Малькольм у центрі уваги             | Malcolm in the Middle            | Олівія                     |
| 2004      | с  | Поліція Нью-Йорка                    | NYPD Blue                        | Медісон Бернштейн          |
| 2005      | тф | Без їхньої згоди                     | I Do, They Don't                 | Сенді Барбер               |
| 2005      | тф | Звичайні дива                        | Ordinary Miracles                | Саллі Енн Павелл           |
| 2005      | тф | Кібер-зваблення: Його секретне життя | Cyber Seduction: His Secret Life | Емі                        |
| 2005—2014 | с  | Як я зустрів вашу маму               | How I Met Your Mother            | Пенні Мосбі                |
| 2006      | ф  | Інтелектуальна власність             | Intellectual Property            | Дженні                     |
| 2006      | тф |                                      | Scarlett                         | Кейсі                      |
| 2006      | с  | Філ з майбутнього                    | Phil of the Future               | Крісті                     |
| 2006      | с  |                                      | Waterfront                       | Аннабель Маркс             |
| 2006—2009 | с  | Велике кохання                       | Big Love                         | Донна                      |
| 2007      | ф  | Приголомшення                        | Remember the Daze                | Дон                        |
| 2007      | с  | Поруч з домом                        | Close to Home                    | Джессіка Конлон            |
| 2007      | с  | CSI: Місце злочину                   | CSI: Crime Scene Investigation   | Меган Купер                |
| 2007      | с  | Доктор Хаус                          | House                            | Едді                       |
| 2007      | с  | Герої                                | Heroes                           | Ейпріл                     |
| 2007—2009 | с  | Відчайдушні домогосподарки           | Desperate Housewives             | Ділан Мейфер               |
| 2009      | тф | Акваріум                             | The Fish Tank                    | Джессі                     |
| 2010      | ф  | Пипець                               | Kick-Ass                         | Кеті Доксма                |
| 2010      | ф  | Машина часу в джакузі                | Hot Tub Time Machine             | Дженні                     |
| 2010      | ф  | Палата                               | The Ward                         | Айріс                      |
| 2010—2013 | с  | Нікіта                               | Nikita                           | Алекс / Александра Удінова |
| 2011      | ф  | Форт МакКой                          | Fort McCoy                       | Анна Геркей                |
| 2011      | тф | П'ять                                | Five                             | Шайєнн                     |
| 2013      | ф  | Пипець 2                             | Kick-Ass 2                       | Кеті Доксма                |
| 2015      | ф  | Ескорт                               | The Escort                       | Наталі                     |
| 2015      | тф |                                      | Down Dog                         | Вінтер                     |
| 2015      | мс | Американський тато!                  | American Dad!                    | Скейтер                    |
| 2015—2016 | с  | Агент Картер                         | Agent Carter                     | Енджі Мартінеллі           |
| 2015—2016 | с  | Дідусь                               | Grandfathered                    | Френкі                     |
| 2016      | ф  | Моменти ясності                      | Moments of Clarity               | Даніель                    |
| 2016      | с  | Повтор                               | RePlay                           | Еллісон                    |
| 2016      | с  | Подача                               | Pitch                            | Кара                       |
| 2017      | ф  | Розлом часу                          | Curvature                        | Гелен                      |
| 2017      | тф |                                      | The Haunted                      | Джуно Бредлі               |
| 2020—2023 | с  | 9-1-1: Самотня зірка                 | 9-1-1: Lone Star                 | Айріс Блейк                |
| 2020      | тф | Ти не посмієш забрати мою доньку     | You Can't Take My Daughter       | Емі Томпсон                |
| 2021      | с  | Тернер і Гуч                         | Turner & Hooch                   | Лаура Тернер               |
| 2021      | тф | Наступна зупинка – Різдво            | Next Stop, Christmas             | Енджі                      |
| 2022      | тф | Додому на північ                     | North to Home                    | Позі                       |
| 2023      | ф  | Кружляюче золото                     | Spinning Gold                    | Джойс Біавіц               |
| 2023      | тф |                                      | Where Are You Christmas?         | Едді                       |
| 2024      | тф | Чарівні лимонні часточки             | The Magic of Lemon Drops         | Лоллі                      |
| 2024      | ф  |                                      | The Girl Who Wasn't Dead         | Керрі О'Браєн              |
| 2024      | тф |                                      | Holiday Crashers                 | Тоні                       |